# Samsung GT-i5800
Il Samsung GT-i5800 conosciuto in Italia come Galaxy Mini mentre all'estero come Samsung Galaxy 3, o più raramente come Samsung Galaxy Apollo, è uno smartphone progettato e prodotto da Samsung, facente parte della serie Samsung Galaxy, basato sul sistema operativo Android. Annunciato e commercializzato da Samsung nel luglio 2010, il Galaxy i5800 è il successore del Galaxy Spica.
Essendo uno smartphone di fascia media, progettato per il mercato di massa, l'i5800 ha compiuto, in termini di hardware, molti compromessi rispetto al Galaxy S.
Il Galaxy Apollo è la variante dell'i5800 che è stato commercializzato esclusivamente da Orange (i5801) in Inghilterra e da Telus Mobility (i5800L) in Canada. Le differenze includono un diverso disegno della parte frontale, che ha tasti touch sensitive al posto di effettivi tasti fisici, un tasto "home" più arrotondato e un retro leggermente differente.
Il Galaxy i5800 ha vinto la medaglia di bronzo del CNET Asia Reader's Choice Award for Best Entry-Level Smartphone nel 2010.

## Caratteristiche
Il Galaxy i5800 è uno smartphone 3.5G, che offre un GSM quadri-banda ed annunciato con due bande HSDPA (900/2100) a 3.6 Mbit/s. Il telefono presenta uno touchscreen TFT LCD capacitivo da 3.2 pollici, con una videocamera da 3.2 Megapixel con autofocus. Radio FM con RDS. Il processore centrale è un Samsung 667 MHz che utilizza 256MB di RAM ed una risoluzione di 240 x 400 con 16 milioni di colori. Il telefono è venduto con Android 2.1 Eclair e TouchWiz 3.0. Apprezzato per la sua integrazione con i social network e le caratteristiche multimediali, l'i5800 è precaricato con Google Mobile Apps e Layar per fornire caratteristiche di realtà aumentata.

## Aggiornamento del firmware

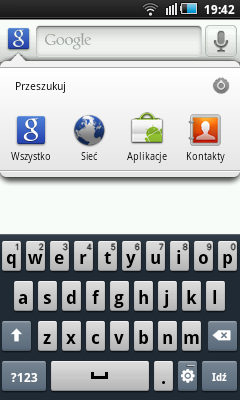
Schermata di Android 2.2 sull'i5800

Una versione aggiornata di Android 2.2 (Froyo) è stata resa disponibile da Samsung in alcuni paesi. All'inizio del 2011, l'aggiornamento è stato dichiarato in fase di attuazione; l'aggiornamento era programmato per la fine di gennaio 2011 a Singapore, poi indefinitamente ritardato, e per aprile 2011 in Europa.
L'update ad Android 2.2 è stato distribuito il 13 aprile 2011 per l'India attraverso Samsung Kies. Il 13 maggio 2011, le Quick Guides aggiornate per il Regno Unito e Cipro, relative alla versione di Froyo del dispositivo, sono state pubblicate sul sito web di Samsung indicando un imminente pubblicazione dell'aggiornamento del firmware. Mesi dopo, nella seconda metà del 2011, l'aggiornamento a Froyo è stato ufficialmente distribuito in Grecia e Regno Unito attraverso Kies.
Un team di sviluppatori XDA stanno lavorando per effettuare il porting di Android Ice Cream Sandwich (ICS, v4.0.1). Sono risusciti ad effettuare il boot del sistema operativo e stanno ora lavorando per correggere i bachi riscontrati.